# Guillermina Pallavicini
Guillermina Pallavicini (en italiano: Guglielma Pallavicini; fallecida en 1358) fue el último miembro de la familia Pallavicini en gobernar el Marquesado de Bodonitsa.

## Biografía
Guillermina era hija de Alberto Pallavicini, marqués de Bodontisa, y María dalle Carceri.
En 1311, su padre murió en la batalla del río Cefiso y fue sucedido por su madre. En 1327, Guillermina se casó con Bartolomeo Zaccaria, con quien tuvo una hija, Marulla, y cuando murió en 1334, se casó con el veneciano Nicolás I Zorzi. Su matrimonio con Zorzi planteó la cuestión de la sucesión a instancias de Venecia, es decir, si el primogénito que había tenido con este, Francisco, o si su hija Marulla debía ser su heredera. Venecia no deseaba a Francisco, sino a Marulla. Sin embargo, cuando Guillermina murió en 1358, el marquesado pasó a su hijo Francisco. Sus hijos, Jacobo y Nicolás II, también fueron los siguientes dos marqueses.

## Descendencia
Por su matrimonio con Bartolomeo Zaccaria, tuvo una hija.
- Marulla.

De su segundo matrimonio con Nicolás I Zorzi, tuvo dos hijos:
- Francisco (1337-1388), quien la sucedió.
- Jacobo.
- Nicolás (fallecido en 1436), quien sucedió al hijo de su hermano Francisco, Nicolás II.